# Calcitriol
Calcitriol ou 1,25-dihidroxicholecalciferol é a forma ativa da vitamina D encontrada no corpo (vitamina D3). O calcitriol aumenta a absorção de cálcio pela via intestinal, inibindo a excreção deste mineral pelos rins (urina).